# Świerk biały
Świerk biały, świerk kanadyjski (Picea glauca (Moench) Voss) – gatunek wiecznie zielonego drzewa z rodziny sosnowatych (Pinaceae). Pochodzi z północnych obszarów Ameryki Północnej, od centralnej Alaski, na wschód do Nowej Fundlandii, na południe do północnych stanów Montana, Michigan i Mine. Występuje także odizolowana populacja w Górach Czarnych w Dakocie Południowej

## Morfologia
PokrójTypowa, dziko rosnąca forma gatunku to drzewo o wysokości do 20–35 m, podobne pokrojem do świerka kłującego. Korona wąska, wąskopiramidalna
PieńKora cienka i łuskowata, odpada okrągłymi płatami o średnicy 5–10 cm.
LiścieIgły długie, tępe, o romboidalnym przekroju poprzecznym, z wierzchu niebiesko-zielone, od spodu niebiesko-białe. Po roztarciu silnie aromatyczne.
SzyszkiDługości 3–6 cm, zamknięte szerokie na 1,5 cm, otwarte osiągają do 2,5 cm średnicy. Łuski cienkie i giętkie, długości 15 mm. Nasiona są czarne, długości 2–3 mm, z brązowym, wiotkim skrzydełkiem o długości 5–8 mm.

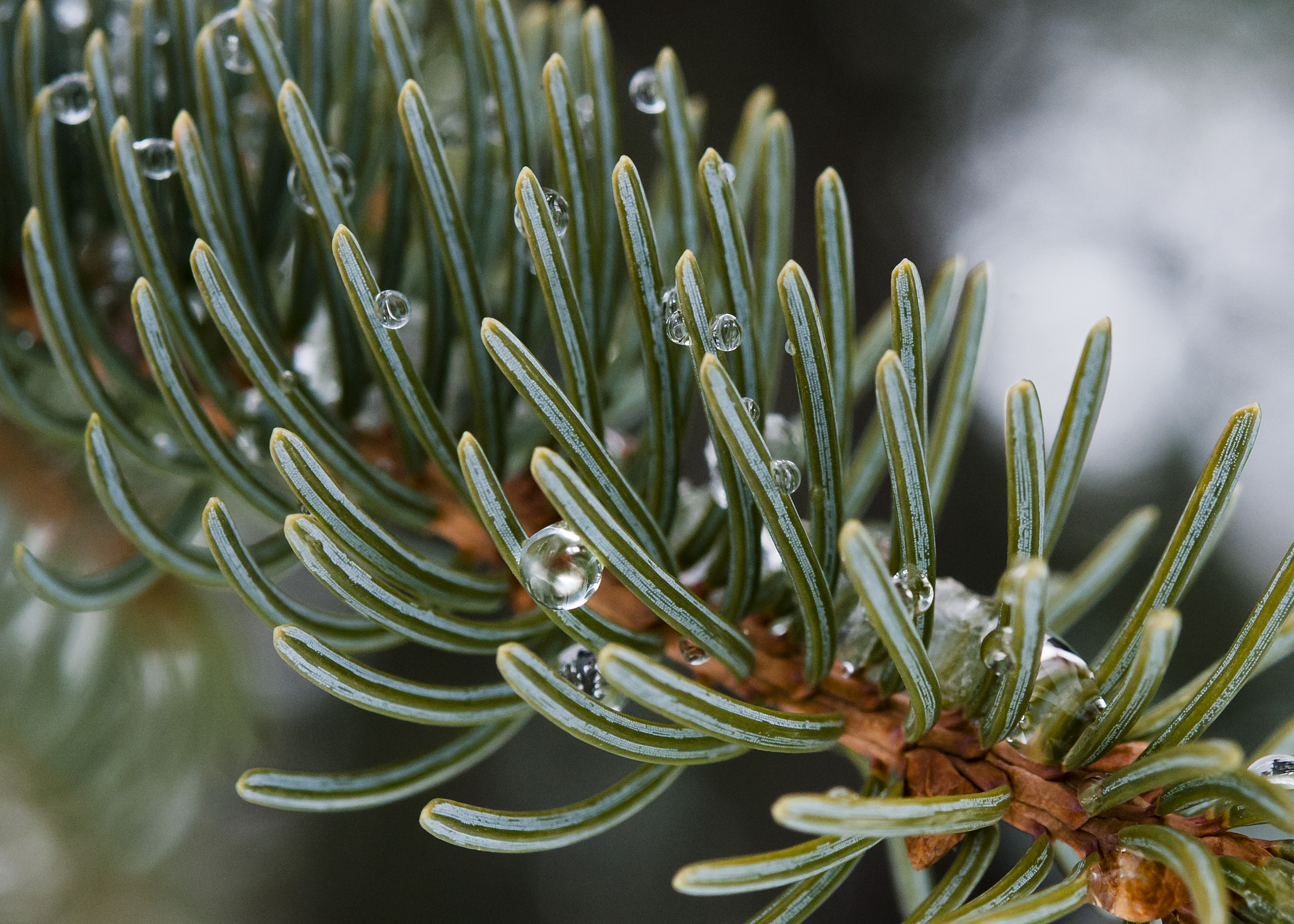
Igły
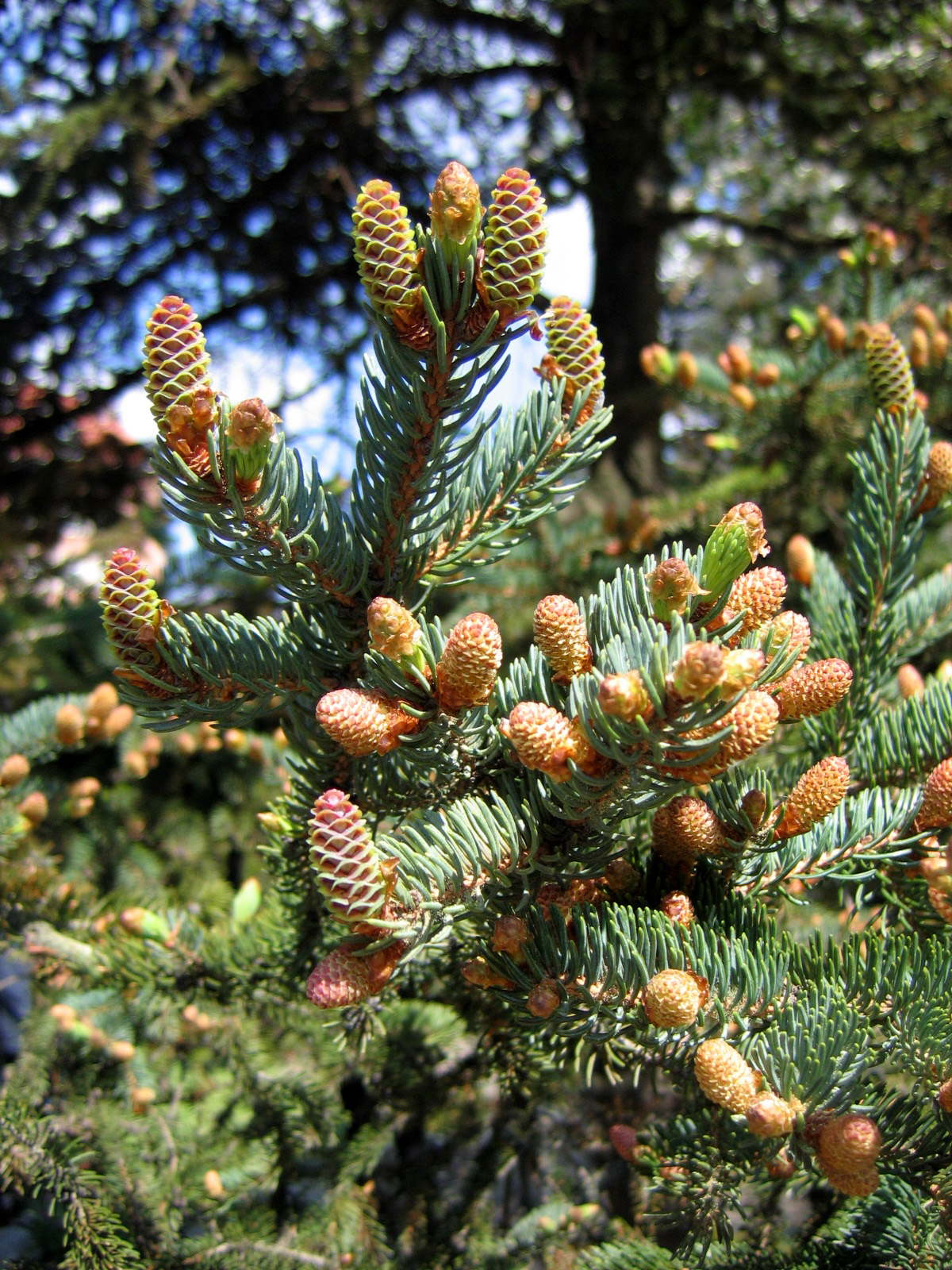
Młode szyszki
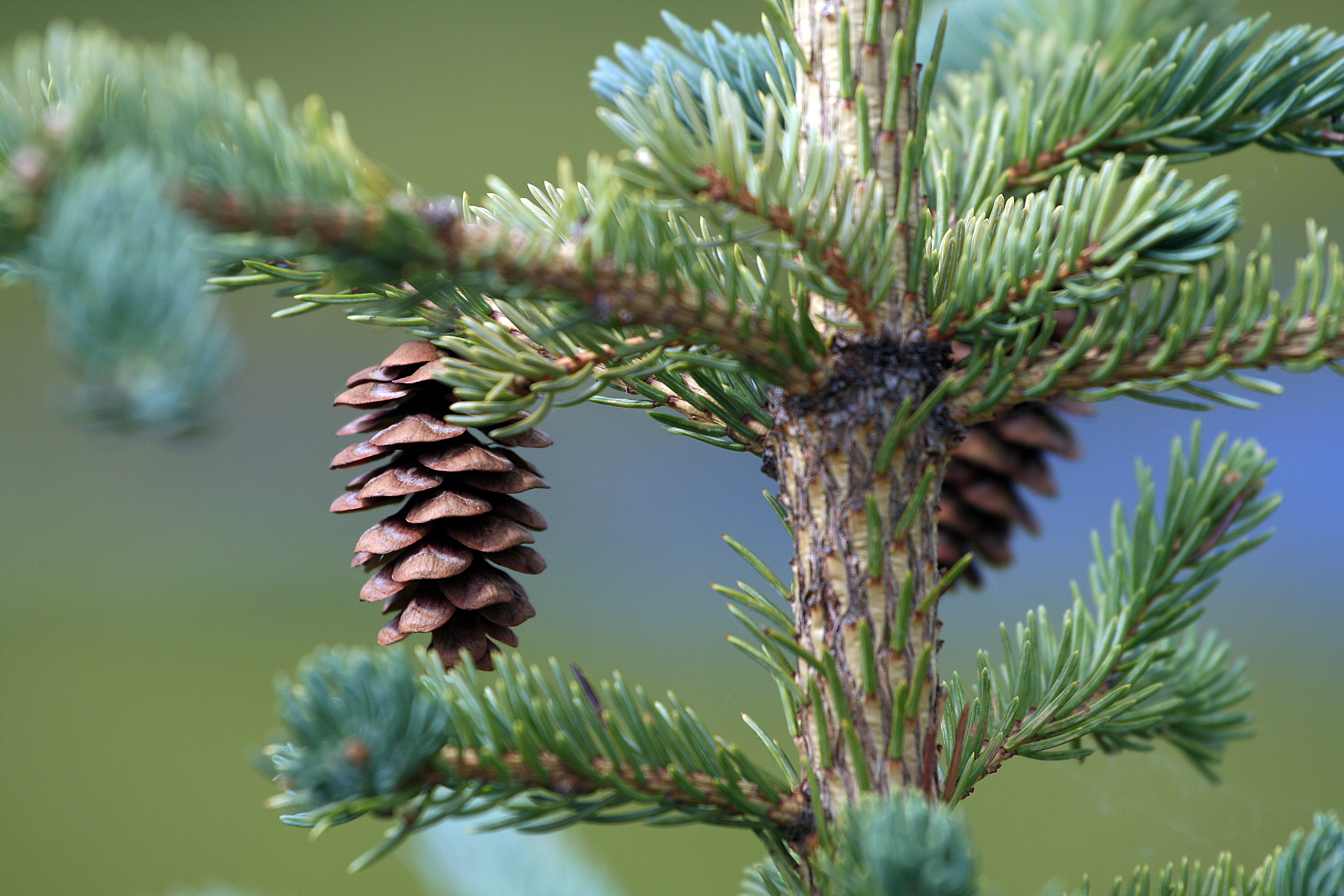
Szyszka nasienna
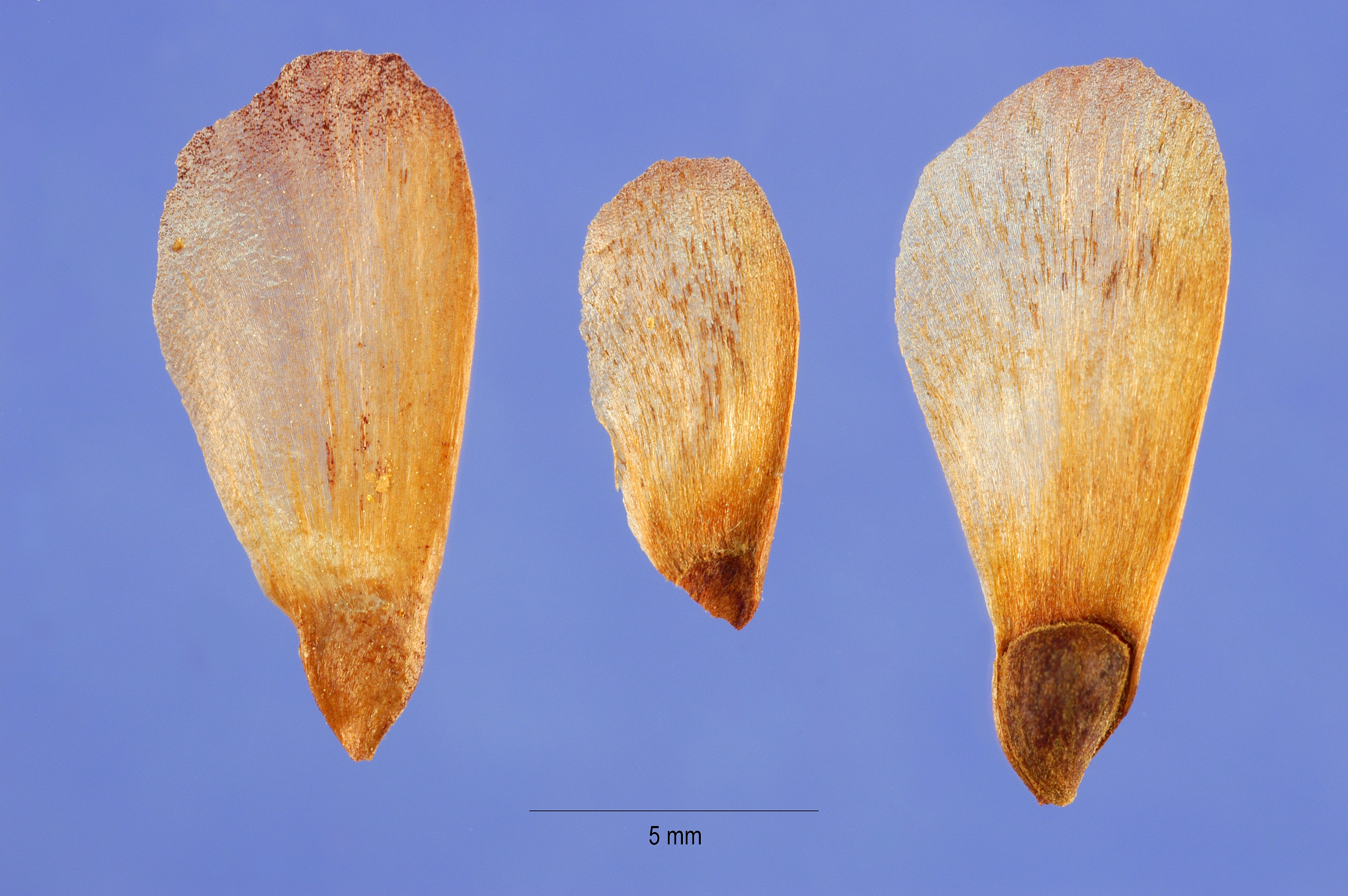
Nasiona

## Biologia
Typowa forma gatunku w swoim naturalnym środowisku żyje do 350 lat. Kwiaty zapylane są przez wiatr. Szyszki dojrzewają w 4–6 miesięcy od zapylenia, nasiona rozsiewane są przez wiatr.

## Zastosowanie
- Drewno jest miękkie i lekkie. Używa się go do wyrobu papieru oraz w budownictwie jako budulec[7].
- Jest uprawiany w wielu krajach świata jako roślina ozdobna w parkach i zieleni miejskiej[7]. Jego dużo mniejsze i bardziej ozdobne kultywary są uprawiane w ogródkach przydomowych i parkach. Odmiany ozdobne o niewielkiej wysokości nadają się do ogródków przydomowych, do ogrodów skalnych i na wrzosowiska. Mogą też być uprawiane w donicach[8].

## Odmiany ozdobne

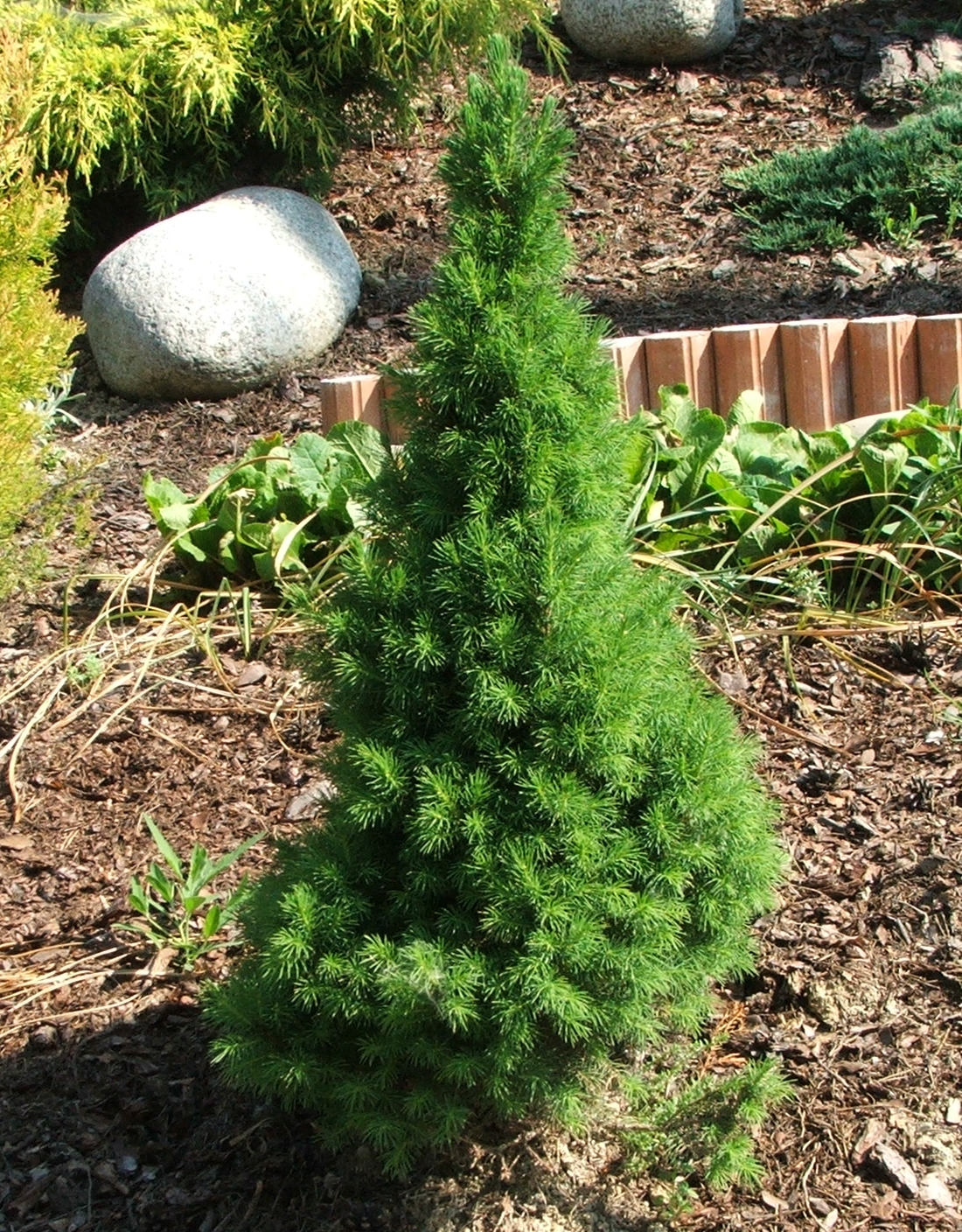
'Conica'

- 'Conica' – często uprawiana odmiana charakteryzująca się regularnie stożkowatą i gęstą koroną. Rośnie bardzo powoli; po 10 latach osiąga co najwyżej 1,5 m wysokości[8].
- 'Alberta globe' – ma koronę kopulastą lub kulistą i osiąga wysokość do 1m
- 'Echinoformis' –  korona płaskokulista, igły delikatne, niebieskozielone. Osiąga wysokość do 1 m.
- 'Laurin' – odmiana karłowata o koronie wąskostożkowej. Rośnie bardzo powoli (rocznie przyrasta tylko 2–3 cm).
- 'Sanders blue' – rzadziej spotykana o srebrnych igłach, rośnie wolniej niż 'Conica' i ma szerszy pokrój.
- 'Maigold' – wolno rosnąca o wąskostożkowatym pokroju i efektownych przyrostach wiosennych, jednak blaknących z czasem.

## Uprawa
Wszystkie odmiany świerka białego najlepiej rosną na glebach świeżych i wilgotnych, preferują stanowiska dobrze nasłonecznione. Uprawia się je z sadzonek wyhodowanych przez ogrodników (przez szczepienie), przy uprawianiu z nasion niektóre odmiany nie zachowują bowiem cech rośliny matecznej. Są wrażliwe na zanieczyszczenia powietrza, atakowane bywają przez mszyce i przędziorki, a w wilgotnych miejscach i przy długotrwałej wilgotnej pogodzie również przez choroby grzybowe.